# Tipula iyala
Tipula iyala är en tvåvingeart som beskrevs av Alexander 1974. Tipula iyala ingår i släktet Tipula och familjen storharkrankar.
Artens utbredningsområde är Nigeria. Inga underarter finns listade i Catalogue of Life.